# Vương Ngạn Chương
Vương Ngạn Chương (chữ Hán: 王彦章, 863 – 923) là tướng lãnh nhà Hậu Lương thời Ngũ Đại trong lịch sử Trung Quốc.

## Khởi nghiệp
Ngạn Chương tự Hiền Minh  hay Tử Minh , là người huyện Thọ Trương, Vận Châu .   Ông nội là Vương Tú, cha là Vương Khánh Tông đều không làm quan. Nhờ Ngạn Chương hiển quý, Tú được tặng quan Tả tán kỵ thường thị, Khánh Tông được tặng Hữu vũ vệ tướng quân. 
Ngạn Chương sớm tòng quân, ở dưới trướng của Chu Toàn Trung (về sau là Hậu Lương Thái Tổ), nhờ kiêu dũng mà nổi tiếng,   có thể chân trần đạp gai mà đi được trăm bước, thường nắm thương sắt, cưỡi ngựa xung phong, hăng hái như bay, không ai địch nổi, trong quân được đặt hiệu là Vương thiết thương.  Cuối đời Đường, Ngạn Chương theo Toàn Trung chinh chiến, đến đâu cũng lập công, dần được thăng làm tướng soái, rồi được nắm quân thân vệ của Toàn Trung.  

## Quá trình thăng tiến
Từ trước, Ngạn Chương được làm Khai Phong phủ áp nha, Tả thân tòng chỉ huy sứ. Tháng 10 ÂL năm Khai Bình thứ 2 (908) nhà Hậu Lương, Ngạn Chương được thụ quan Tả Long Tương quân sứ; năm thứ 3 (909), được chuyển làm Tả giám môn vệ thượng tướng quân, vẫn làm Tả Long Tương quân sứ. Năm Càn Hóa đầu tiên (911), Ngạn Chương được đổi làm Hành doanh tả tiên phong mã quân sứ, gia Kim tử quang lộc đại phu, Kiểm hiệu tư không, vẫn làm Tả giám môn vệ thượng tướng quân. Năm thứ 2 (912), Chu Hữu Khuê soán ngôi, Ngạn Chương được gia Kiểm hiệu tư đồ. Tháng giêng ÂL năm thứ 3 (913), Ngạn Chương được thụ quan Bộc Châu thứ sử, bản châu Mã bộ quân đô chỉ huy sứ, vẫn làm Tả tiên phong mã quân sứ; chưa bao lâu, được đổi làm Tiên phong bộ quân đô chỉ huy sứ. Năm thứ 4 (914), Ngạn Chương được làm Thiền Châu thứ sử, tiến phong Khai quốc bá. 
Tháng 3 ÂL năm thứ 5 (915), triều đình cắt Ngụy Châu làm 2 trấn, lo người Ngụy không tuân, bèn sai Ngạn Chương soái 500 tinh kỵ đóng đồn Nghiệp Thành, trú ở Kim Ba đình, phòng bị tình huống bất thường. Đêm 29 ÂL tháng ấy, quân Ngụy nổi loạn tấn công quán xá của Ngạn Chương, ông chạy về phía nam. Tháng 7 ÂL, quân Tấn nhân đêm tối đánh chiếm Thiền Châu, bắt cả nhà của Ngạn Chương.   Khi ấy, Ngạn Chương đang ở doanh trại của Lưu Tầm.  Tấn vương Lý Tồn Úc đem cả nhà Ngạn Chương về Tấn Dương, đãi ngộ rất hậu, sai gian tế lẻn đến khuyên dụ ông; Ngạn Chương lập tức chém sứ giả để cự tuyệt. Sau vài năm, cả nhà Ngạn Chương bị hại.  
Tháng 9 ÂL, Ngạn Chương được thụ quan Nhữ Châu phòng ngự sứ, Kiểm hiệu thái bảo, vẫn làm Hành doanh tiên phong bộ quân đô chỉ huy sứ. Tháng 4 ÂL năm Trinh Minh thứ 2 (916) thời Hậu Lương Mạt đế, Ngạn Chương được đổi quan Trịnh Châu phòng ngự sứ. Tháng 12 ÂL năm thứ 3 (917), Ngạn Chương được thụ quan Tây diện hành doanh mã quân đô chỉ huy sứ, gia Kiểm hiệu thái phó, vẫn làm Trịnh Châu phòng ngự sứ. Ít lâu sau, Ngạn Chương được thụ quan Hành doanh chư quân tả sương mã quân đô chỉ huy sứ. Tháng 5 ÂL năm thứ 5 (919), Ngạn Chương được thăng làm Hứa Châu lưỡng sứ lưu hậu, quân chức như cũ. Tháng giêng ÂL năm thứ 6 (920), Ngạn Chương được chánh thức thụ quan Hứa Châu, Khuông Quốc quân tiết độ sứ, sung tán quan Chỉ huy đô đầu đô quân sứ, tiến phong Khai quốc hầu. Chưa bao lâu, Ngạn Chương được thụ quan Bắc diện hành doanh phó chiêu thảo sứ. Tháng giêng năm thứ 7 (921), Ngạn Chương được dời lãnh Hoạt Châu.  

## Chiến tranh với Hậu Đường
Bấy giờ 2 nước Lương, Tấn là kình địch, chỉ có Ngạn Chương xem thường Tấn vương Lý Tồn Úc, nói với mọi người rằng: “Á Thứ là đứa trẻ hăng tiết, có gì đáng sợ!”   Sau khi Lương mất Ngụy Châu, 2 nước Lương – Tấn men theo Hoàng Hà tranh chấp, Ngạn Chương luôn được làm tiên phong. Nước Tấn đã chiếm trọn bờ bắc Hoàng Hà, lấy xích sắt giăng ngang Đức Thắng khẩu, xây thành ở 2 bờ nam bắc, gọi là Giáp Trại. Bấy giờ Mạt đế hôn ám, bọn tiểu nhân Triệu Nham, Trương Hán Kiệt nắm quyền, đại thần, lương tướng phần nhiều bị gièm pha; Ngạn Chương là Chiêu thảo phó sứ, nhưng bày mưu không được dùng. 
Ngày hối (30) tháng 4 ÂL năm Long Đức thứ 3 (923), quân Hậu Đường chiếm Vận Châu (Lý Tồn Úc lên ngôi trong tháng 4 ÂL ở Ngụy Châu, tức là Hậu Đường Trang Tông), trong ngoài triều đình Hậu Lương cả sợ.   Tể tướng Kính Tường lấy cớ việc gấp, đem dây thừng vào tận giường của Mạt đế, khóc nói: “Xưa tiên đế giành thiên hạ, không cho rằng thần kém cỏi, chẳng mưu gì không được dùng. Nay cường địch chưa diệt, bệ hạ bỏ qua lời thần, thần không được dùng, chẳng bằng chết!” rồi kéo dây muốn tự thắt cổ. Mạt đế sai người ngăn lại, hỏi Tường muốn gì, ông ta đáp: “Việc gấp rồi, chẳng phải Ngạn Chương thì không thể.” Mạt đế bèn triệu Ngạn Chương làm Chiêu thảo sứ, lấy Đoàn Ngưng làm phó. Mạt đế hỏi kỳ hạn phá địch, Ngạn Chương đáp rằng: “Ba ngày.” Tả hữu của hoàng đế đều phá ra cười. 
Tháng 5 ÂL, Ngạn Chương được thay Đái Tư Viễn làm Bắc diện chiêu thảo sứ. Ngay trong ngày bái mệnh, Ngạn Chương vội vàng sửa soạn đi Hoạt Châu, 2 ngày thì đến nơi. Tại đấy, Ngạn Chương bày bữa tiệc lớn, ngầm sai người chuẩn bị thuyền ở trại Dương Thôn, mệnh 600 giáp sĩ cầm theo búa lớn, chở theo thợ rèn và lò than, khiến họ xuôi dòng Hoàng Hà mà đi. Ăn tiệc nửa chừng, Ngạn Chương giả vờ thay áo, ngầm đem vài ngàn tinh binh, men Hoàng Hà chạy đi Đức Thắng. Thủy quân Hậu Lương thiêu chảy xích sắt, lấy búa lớn chặt đứt cầu nổi, rồi Ngạn Chương dẫn binh đánh gấp thành nam. Cầu nổi không còn, khiến thành nam bị phá, quả nhiên đúng hạn 3 ngày như lời Ngạn Chương.  
Ngạn Chương đem thủy quân men sông xuôi dòng mà đi, nhằm vào Dương Lưu. Người Đường bỏ thành bắc, dỡ nhà lấy gỗ làm bè, đặt bộ quân ở trên, cũng men sông xuôi dòng ở bờ bên kia mà đi, song hành với quân Lương. Mỗi khi dòng sông chuyển hướng nên hẹp lại, đôi bên liền ở giữa dòng giao chiến, tên bay như mưa, một ngày như thế có chừng vài chục hợp. Đến Dương Lưu, đôi bên đã giao tranh hơn trăm đợt. Ngạn Chương đánh gấp Dương Lưu, đêm ngày không nghỉ, người Đường cực lực cố thủ, gần như thất thủ vài lần. Tháng 6 ÂL, Hậu Đường Trang Tông đích thân cứu viện Dương Lưu, gặp phải hào sâu lũy dày của Ngạn Chương, không thể tiến vào. Trang Tông bèn xây lũy ở bờ đông Bác Châu, để hô ứng với Vận Châu. Ngạn Chương nghe tin, vội đem quân đến, đánh gấp hàng rào. Từ sáng đến trưa, lũy sắp bị phá, Trang Tông đem đại quân đến cứu, Ngạn Chương liền lui. Tháng 7 ÂL, Trang Tông vào được Dương Lưu, Ngạn Chương quay lại tấn công nhưng thất bại.  

## Thà chết không hàng
Trước đó, Triệu Nham và Trương Hán Kiệt gây loạn triều chánh, Ngạn Chương rất ghét, tính lại cương trực, không thể nhẫn nhịn. Đến khi nhận mệnh ra trận, Ngạn Chương nói với thân nhân rằng: “Đợi ta sau khi lập công, vào ngày trở về, sẽ giết hết gian thần, để tạ thiên hạ.” Nham, Hán Kiệt nghe được, nói riêng với nhau rằng: “Bọn ta thà chết trong tay người Sa Đà, không để cho Ngạn Chương giết hại.” Đoàn Ngưng đã hối lộ để kết giao với bọn Nham để xin binh quyền; mà Ngưng với Ngạn Chương vốn cũng không hợp. Đến nay, bọn họ hợp sức lật đổ Ngạn Chương. Sau khi phá thành nam, Ngạn Chương và Ngưng đều gởi về thư báo tiệp, Ngưng sai người thông báo với bọn Nham để giấu thư của Ngạn Chương mà dâng thư của mình lên. Mạt đế tỏ ra nghi ngờ Ngạn Chương, nên sai sứ giả đến quân doanh, chỉ khao thưởng cho Ngưng mà không nhắc đến ông, toàn quân đều thất sắc. Gặp thất bại ở Dương Lưu, Ngưng bèn dâng thư nói: “Ngạn Chương say rượu khinh địch dẫn đến thất bại.” Bọn Nham từ đây đêm ngày gièm pha, khiến Mạt đế bãi Ngạn Chương, lấy Ngưng làm Chiêu thảo sứ.   Ngạn Chương vội về kinh sư gặp hoàng đế, lấy hốt vạch trên đất, tự trình bày tình hình thắng bại; bọn Nham xúi giục quan viên đàn hặc ông không cung kính, ép trở về phủ đệ.  Từ khi đấy cho đến lúc mất nước, chưa được trăm ngày. 
Tháng 9 ÂL năm ấy, triều đình nghe tin quân Đường nhắm đến Duyện Châu, Mạt đế triệu Ngạn Chương coi giữ đông lộ. Quân đội của Ngạn Chương ngoài 500 kỵ binh Bảo Loan có sẵn ở kinh sư, còn lại vài ngàn người mới bị bắt ép tòng quân, không thể dùng. Triều đình cho rằng Vận Châu đã bị quân Đường chiếm cứ, muốn Ngạn Chương tính kế giành lại, lệnh cho Trương Hán Kiệt làm giám quân. Ngạn Chương vượt sông Vấn, vào địa phận Vận Châu, đến trấn Đệ Phường thì bị quân Đường tập kích, do binh ít nên thất bại, lui về giữ Trung Đô.  
Ngày 4 tháng 10 ÂL, Trang Tông đem đại quân đến, Ngạn Chương dẫn binh kháng cự, lại thua, cùng Nha binh là hơn trăm kỵ sĩ tử chiến. Tướng cũ Hậu Lương là Hạ Lỗ Kỳ vốn cùng Ngạn Chương thân thiết, nghe giọng của ông, nói: “Đây là Vương thiết thương.” Rồi vẫy sóc mà đâm, khiến Ngạn Chương trọng thương, ngã ngựa bị bắt.  
Trang Tông đến gặp Ngạn Chương, nói với ông rằng: “Ông luôn xem ta là đứa trẻ con, nay đã phục chưa?” lại hỏi: “Ta nghe nói ông là tướng giỏi, sao không giữ lấy Duyện Châu? Trung Đô không có tường lũy, làm sao vững được?” Ngạn Chương đáp rằng: “Việc lớn hỏng rồi, chẳng phải trí lực của con người có thể làm gì!” Trang Tông bùi ngùi, đích thân ban thuốc để đắp vết thương cho ông.  
Trang Tông vốn biết Ngạn Chương dũng mãnh, muốn tha chết cho ông, lệnh trung sứ vỗ về, tỏ ý khuyên dụ. Ngạn Chương nói: “Tôi là kẻ thất phu, được bản triều cất nhắc coi giữ một phương, cùng hoàng đế của mày huyết chiến hơn 10 năm; hôm nay thua trận cạn sức, chết là lẽ thường. Dẫu hoàng đế của mày khoan dung tha thứ, nhưng còn mặt mũi nào gặp người khác! Há có kẻ làm tôi làm tướng, sớm lo việc nhà Lương, tối lo việc nhà Đường ru! Được chết, là may vậy!” Trang Tông sai Lý Tự Nguyên đích thân đi khuyên dụ; Ngạn Chương lấy cớ bị thương nặng, không thể đứng dậy, khiến Tự Nguyên phải vào tận giường để gặp ông. Ngạn Chương nói rằng: “Mày chẳng phải là Mạc Cát Liệt ru?” Mạc Cát Liệt là tên Sa Đà của Tự Nguyên, Ngạn Chương gọi cái tên này để tỏ vẻ xem thường ông ta. Sau đó Trang Tông mệnh cho khiêng Ngạn Chương theo quân đội, đến Nhâm Thành, Ngạn Chương lấy cớ vết thương đau đớn, cương quyết đòi ở lại, nên bị giết, hưởng thọ 61 tuổi.  

## Đánh giá
Ngạn Chương tính trung dũng, có sức mạnh, lâm trận đối địch, hăng hái quên mình. Ngày nọ, Tấn vương Lý Tồn Úc lãnh binh áp sát trại Phan Trương, đại quân Lương cách sông, chưa thể đến cứu, Ngạn Chương dắt thương lên thuyền, quát người giữ thuyền cởi dây neo, Chiêu thảo sứ Hạ Côi ngăn cản không được. Tồn Úc nghe tin Ngạn Chương đến, kéo quân quay về. Sử cũ cho rằng chuyện này chứng tỏ Ngạn Chương kiêu dũng như thế nào! 
Hậu Đường Trang Tông Lý Tồn Úc vừa lên ngôi, còn đang ở Ngụy Châu, lấy Chu Thủ Ân giữ Giáp Trại ở Đức Thắng khẩu, nghe tin Ngạn Chương được làm Chiêu thảo sứ, kinh sợ nói: “Ngạn Chương kiêu dũng, ta thường tránh mũi nhọn của ông ấy, Thủ Ân chẳng thể địch nổi. Nay Ngạn Chương binh ít, lợi ở đánh nhanh, ắt công gấp thành nam của ta.” Trang Tông lập tức lên ngựa đi cứu, rời Ngụy Châu được 20 dặm, Giáp Trại báo tin: “Binh của Ngạn Chương đã đến.” Gần đến nơi thì thành nam đã bị phá.  
Sau khi Hậu Tấn Cao Tổ dời đô, khen ngợi lòng trung thành của Ngạn Chương, giáng chiếu tặng quan Thái sư, tìm kiếm con cháu để lục dụng.  
Âu Dương Tu nhận xét: Luận Ngữ chép “đời loạn biết trung thần”, thật vậy! Thời Ngũ Đại, không thể cho rằng không có người, tôi chọn 3 kẻ sĩ giữ được trọn tiết, làm tử tiết truyện.  (Ngoài Vương Ngạn Chương, 2 người còn lại là Bùi Ước của Hậu Đường và Lưu Nhân Thiệm của Nam Đường.)

## Dật sự
Ngạn Chương ứng mộ tòng quân, đồng thời có vài trăm người. Ngạn Chương đứng ra xin làm trưởng, mọi người giận nói: “Ngạn Chương là người nào, mới từ chốn thảo dã bước ra, liền muốn đứng trên lưng bọn ta, thật là quá không biết tự lượng đấy!” Ngạn Chương nghe vậy, liền trỏ bọn họ mà nói với chủ tướng rằng: “Tôi được trời cho tráng khí, tự xét bọn chúng không thể sánh bằng, nên mới xin làm trưởng. Bọn chúng nhao nhao, nếu chẳng phân rõ thắng bại thì không biết thân phận. Còn đại khái người khỏe mở miệng thì nhắc đến, nhưng chết chưa đến lúc, hãy cùng nhau chân trần đi trên gai góc ba, năm vòng, bọn mày có thể ru?” Mọi người ban đầu cho là đùa, đến khi Ngạn Chương đi xong, thì đều thất sắc, không dám làm theo. Chu Toàn Trung nghe được, cho là thần nhân, nhanh chóng cất nhắc Ngạn Chương. 

## Thành ngữ liên quan
- Báo tử lưu bì, nhân tử lưu danh, Thiều Chửu dịch: Beo chết để da, người chết để tiếng.
Nguồn gốc: Vương Ngạn Chương là kẻ võ phu không đọc sách, thường nói năng bỗ bã, bảo mọi người rằng: “Beo chết để da, người chết để tiếng.” Sử cũ cho rằng lời ấy chứng tỏ lòng trung nghĩa của Ngạn Chương là thiên tính vậy! [2]

## Hình tượng văn hóa
- Trong tiểu thuyết Tàn Đường Ngũ Đại sử diễn nghĩa (残唐五代史演义), hồi thứ 22: Tồn Hiếu lực phục Vương Ngạn Chương, kể rằng Ngạn Chương cầm đầu một toán cướp quen chặn đường đòi tiền mãi lộ, cậy khỏe thách thức Dũng Nam công Lý Tồn Hiếu. Ngạn Chương bị Tồn Hiếu dễ dàng đánh bại, nguyền rằng trong 10 năm nếu Tồn Hiếu chưa chết thì mình không dám xuất thế.
- Trong tiểu thuyết Thủy hử truyện, hồi 69: Một Vũ Tiễn ném đá đánh anh hùng, Tống Công Minh bỏ lương bắt tráng sĩ,... Tống Giang nói với Lư Tuấn Nghĩa cùng Ngô Dụng rằng: “Tôi nghe về thời Ngũ Đại xưa, có Vương Ngạn Chương, trong một nháy mắt mà bắt được ba mươi sáu tướng của nhà Đường, ngày nay Trương Thanh cũng chỉ trong một loáng mà đánh nổi mười lăm viên đại tướng của ta, vậy sức khỏe của Trương Thanh cũng chẳng kém gì Vương Ngạn Chương ngày trước.”
- Trong tiểu thuyết Xạ điêu anh hùng truyện, hồi 35: Trong miếu Thiết Thương,... Kha Trấn Ác nghe tiếng quạ, biết đã tới cạnh miếu Thiết Thương. Miếu Thiết Thương này là thờ danh tướng Vương Ngạn Chương thời Ngũ Đại. Cạnh miếu có ngôi tháp cao, trên ngọn tháp có bầy quạ làm tổ nhiều đời, dân vùng ấy đồn rằng bầy quạ là thần binh thần tướng trong miếu, trước nay không dám xâm phạm, nên bầy quạ sinh sôi nảy nở ngày càng nhiều.